# Romanovce
Romanovce (macedónul: Романовце, albánul Rramanlia) település Észak-Macedóniában, a Északkeleti körzetben, Kumanovo községben.

## Népesség
| Lakosok száma | 1981 | 2087 | 2077 | 2238 | 2492 | 844  | 2591 | 2794 | 2566 |
|               | 1948 | 1953 | 1961 | 1971 | 1981 | 1991 | 1994 | 2002 | 2021 |

- 1994-ben 2591 lakosa volt, akik közül 1722 albán (66,4%), 711 macedón (27,4%), 145 török és 13 egyéb.
- 2002-ben 2794 lakosa volt, akik közül 2028 albán (72,6%), 716 macedón (25,6%), 35 török és 15 egyéb.